# Grön stjärna
| Grön stjärna |
| --- |
| Antares, som är en röd superjätte och dess ”gröna” följeslagare, Antares B. - Beskrivning: Gröna stjärnor finns inte, men stjärnor som verkar gröna finns det relativt gott om beskrivningar av i den amatörastronomiska litteraturen. - Typer: - Framför allt i mångstjärnesystem, där en röd stjärna kan få en blå följeslagare att verk grön. - Nebulosor kan beroende på vilka grundämnen de innehåller verka lysa i grönt. - Stjärnan Beta Librae har av många observatörer beskrivits som ”grön”. - Solen kan under vissa förhållanden skicka ut ”en grön glimt”. - Uranus, som kan misstas för en stjärna, kan verka grönaktig på grund av sin höga halter metan. |

En grön stjärna är inom astronomin en stjärna som är vit eller blå, men som verkar grön på grund av en optisk illusion. Det finns inga egentliga gröna stjärnor eftersom en stjärnas färg beror på svartkroppsstrålning och denna aldrig kan ha färgen grön. Det finns ändå ett fåtal stjärnor som verkar gröna för observatören. Det finns till exempel några mångstjärnesystem, bland annat Antares, där en ljusstark röd stjärna får andra stjärnor i systemet att verka gröna.

## Solen
Solen har en yttemperatur av ungefär 6 000 K. Stjärnor med temperaturer mellan 4 000 K och 7 000 K sänder det mesta av ljuset inom det synliga området. För varje temperatur finns det en särskild våglängd inom vilken det mesta ljuset sänds ut. Våglängderna för grönt ljus ligger mellan 500 och 560 nanometer (nm). Stjärnor med yttemperaturer mellan 5 200 K och 5 800 K sänder ut det mesta av sitt ljus i det gröna området.
Det finns många stjärnor av denna spektraltyp. Vår egen sol är en av dem, men vi ser den inte som grön, utan vit. Det beror på att solen inte bara utsänder ljus av en viss våglängd. Utsändandet av ljus i det gröna området är störst, men den sänder också ut stora mängder ljus i spektrums övriga färger. När ögat tar emot ljus i många färger, upplever vi bara blandningsfärgen, som är vit. Med avseende på solens svartkroppsstrålning och spektralklass benämns den som gul.

### Den gröna glimten

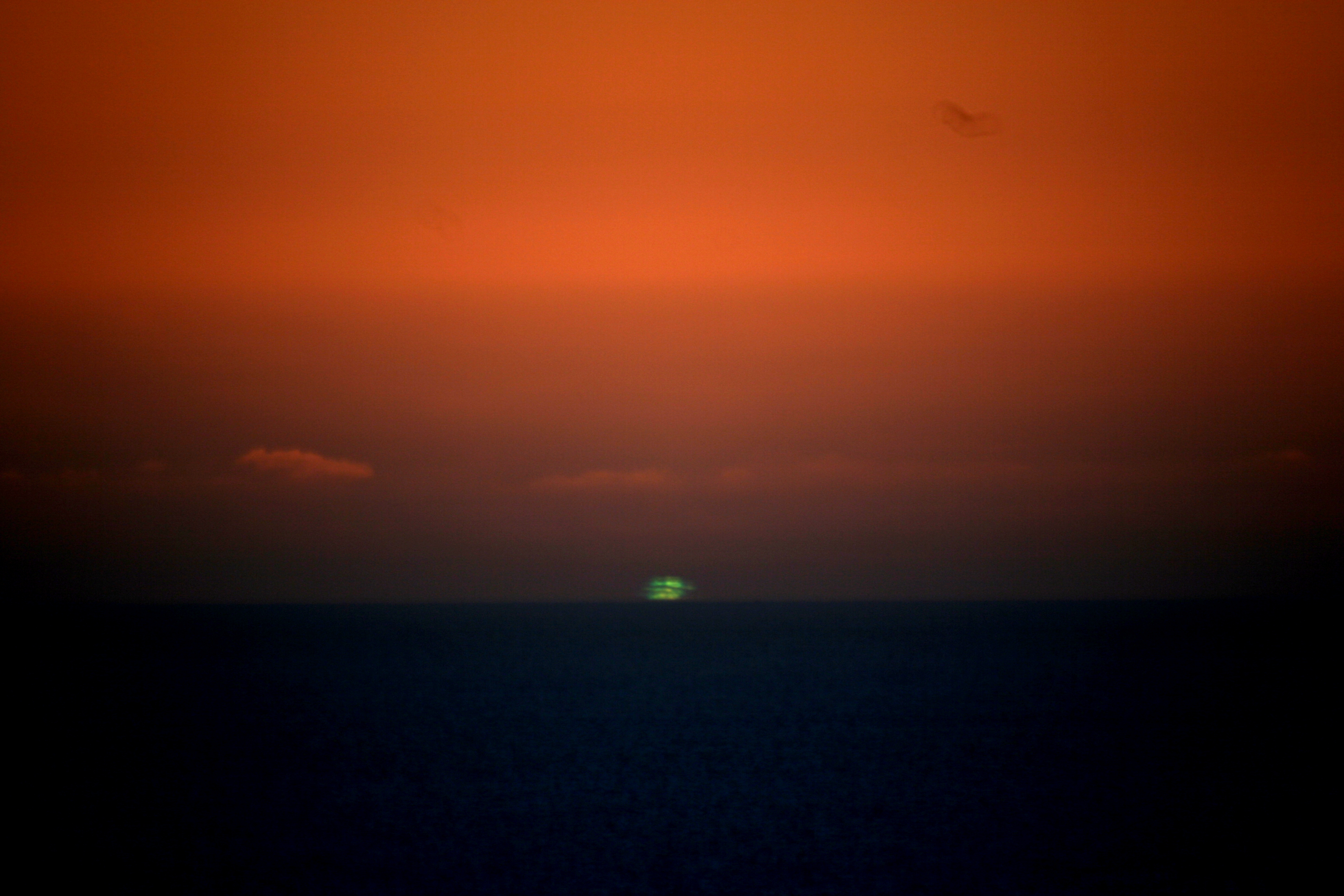
Den gröna glimten fotograferad hos solen.

Den gröna glimten, eller den gröna blixten, är ett sällsynt optiskt fenomen då, under solnedgång eller soluppgång, en del av solen för ett kort ögonblick skiftar färg från den vanliga röda eller orangea till grönt. Det är ett sekundkort ögonblick när solens röda ljus blockeras av jordatmosfären och dess blå ljus sprids åt olika håll, medan de gröna våglängderna når fram. Samma fenomen kan observeras hos månen och de ljusstarkare planeterna.

## Astronomiska objekt som verkar gröna

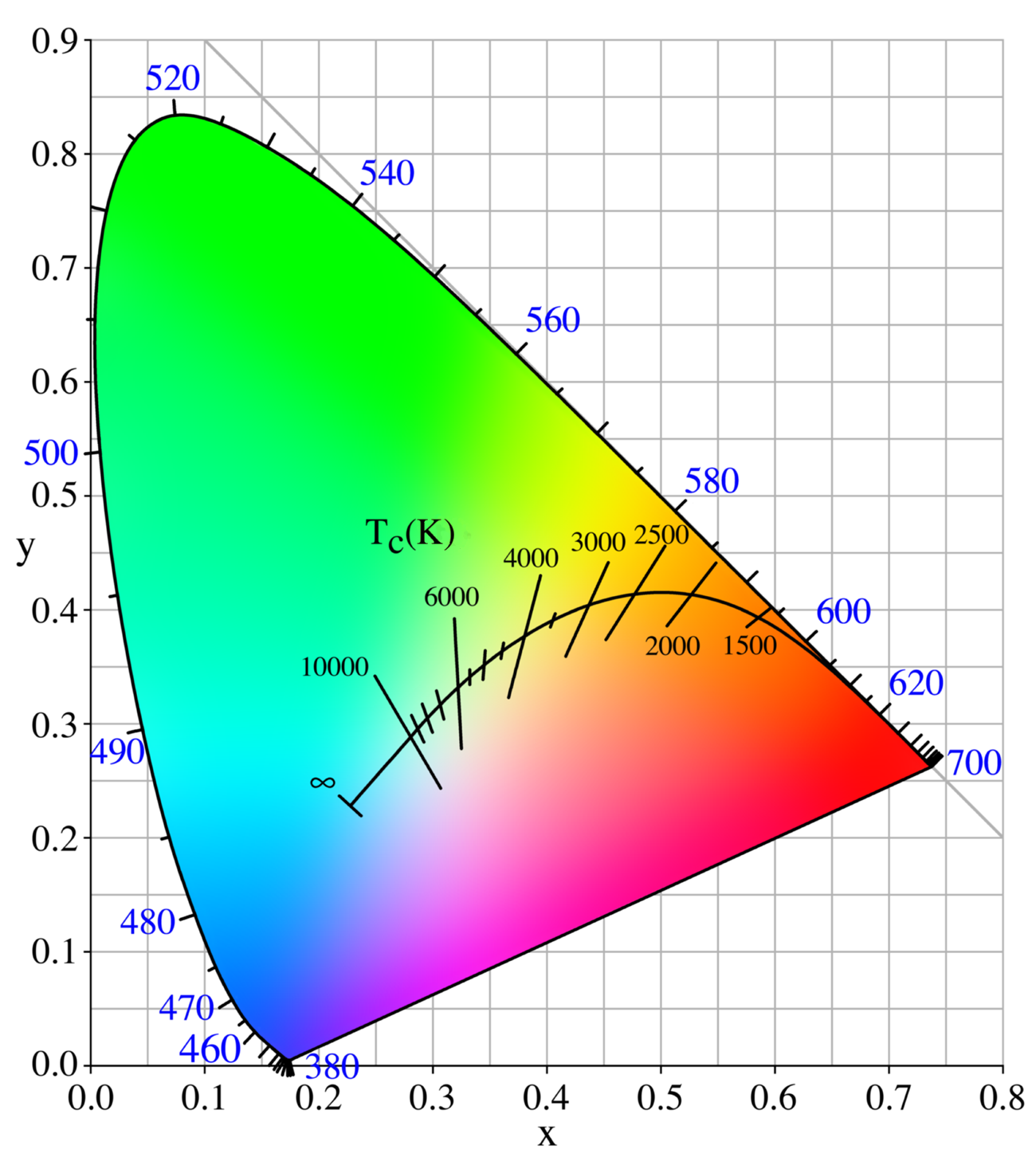
Färgerna vid svartkroppsstrålning och utstrålningen från stjärnor ligger inom angiven geometrisk ort. Temperaturen anges i Kelvingrader och våglängderna i nanometer.

### Mångstjärnesystem
| ” | Det finns inga ensamma djupblå eller gröna stjärnor; dessa färger uppstår enbart I stjärnsystem. | „ |

Det finns några få stjärnor i mångstjärnesystem som verkar gröna, fastän de egentligen är blå eller vita. Detta fenomen kan uppstå när stjärnsystemet innehåller en ljusstark röd eller orange stjärna. Följeslagare som är nära den röda stjärnan kan då verka vara svagt gröna.
Det klassiska exemplet är Antares B, den blå följeslagaren till den röda superjätten Antares. Andra exempel är stjärnsystemen Almach och Sigma Cassiopeiae. Sigma Cassiopeiae är en dubbelstjärna 1 500 ljusår från jorden. Den har en ”grön” primärkomponent av magnitud 5,0 och en blåfärgad följeslagare av magnitud 7,3.

### Nebulosor

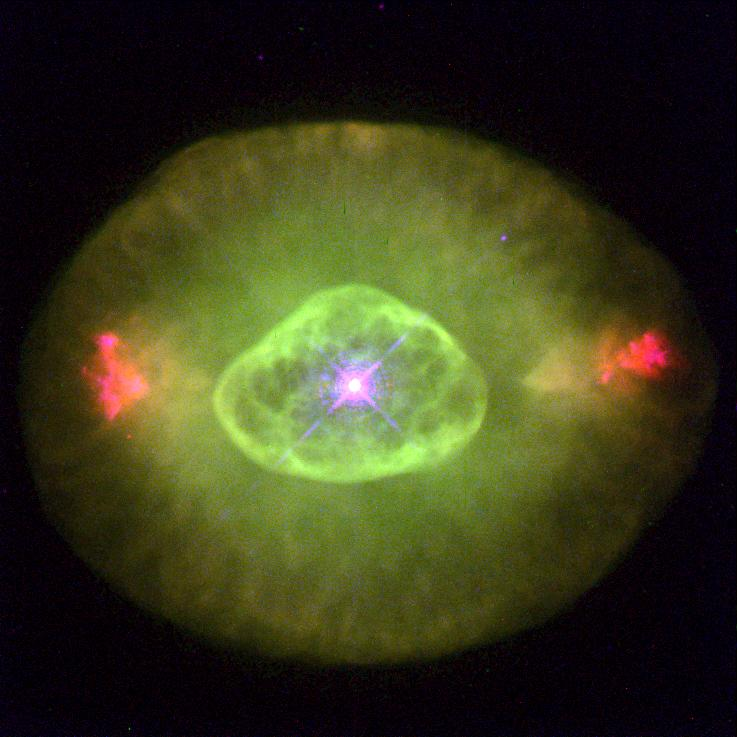
Den “gröna” planeteriska nebulosan NGC 6826.

En del planeteriska nebulosor verkar lysa i grönt, särskilt sådana som innehåller syre. Några exempel på sådana nebulosor är NGC 6572, NGC 6826 och NGC 7009.

### Beta Librae
Den blåvita dvärgstjärnan Zubeneschamali, eller Beta Librae, har en omtvistad färg. Av spektralklassen att döma, B8V, ska den kallas blåvit. Emellertid har åtskilliga observatörer rapporterat att den verkar grön eller blekt smaragdfärgad. Den har bland annat beskrivits som ”den enda grönfärgade stjärnan som är synlig för blotta ögat”.

Den amerikanske astronomen Robert Burnham skriver följande om Beta Librae i sin berömda guidebok till stjärnhimlen, Burnham's celestial handbook: an observer's guide to the universe beyond the solar system: 
| ” | Ett annat mysterium är att denna vita stjärna så ofta beskrivits som ”grönaktig” eller ”svagt smaragdfärgad”. Olcott beskriver den som ”den enda stjärna som är synlig för blotta ögat, som är grönfärgad”, medan T. W Webb talar om dess ”vackert ljusgröna nyans”. Stjärnornas färger är märkligt undflyende och det finns därför många avvikelser i guideböckerna, men moderna observatörer är vanligtvis överens om att de enda stjärnor som verkar gröna är följeslagare till röda stjärnor, som har en omloppsbana som ligger nära, till exempel Antares följeslagare . | „ |

### Uranus

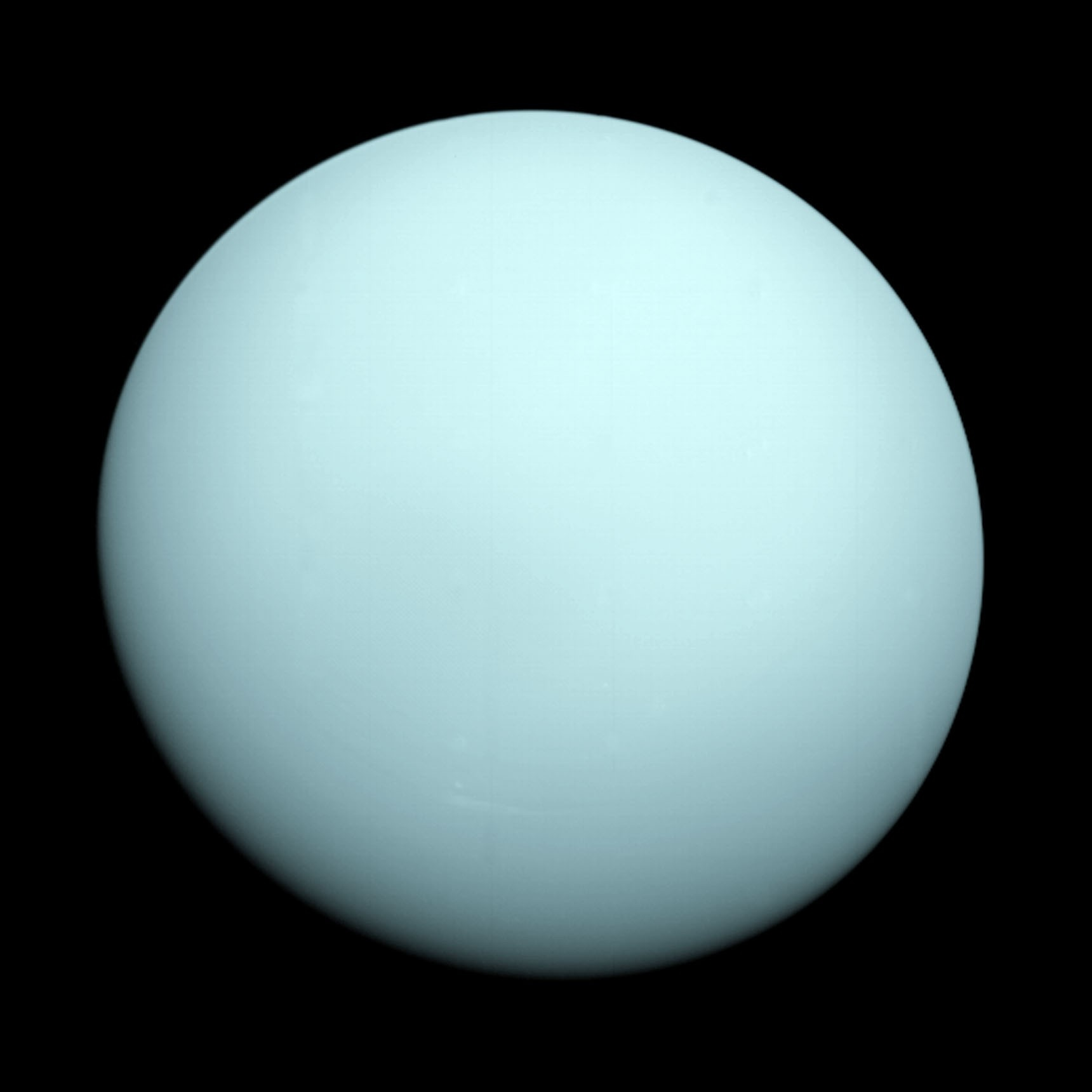
Planeten Uranus verkar grönaktig till färgen.

Planeten Uranus, som ibland misstas för en stjärna, kan verka grönaktig eftersom den består av höga halter metan som absorberar rött ljus.

### Falska färger

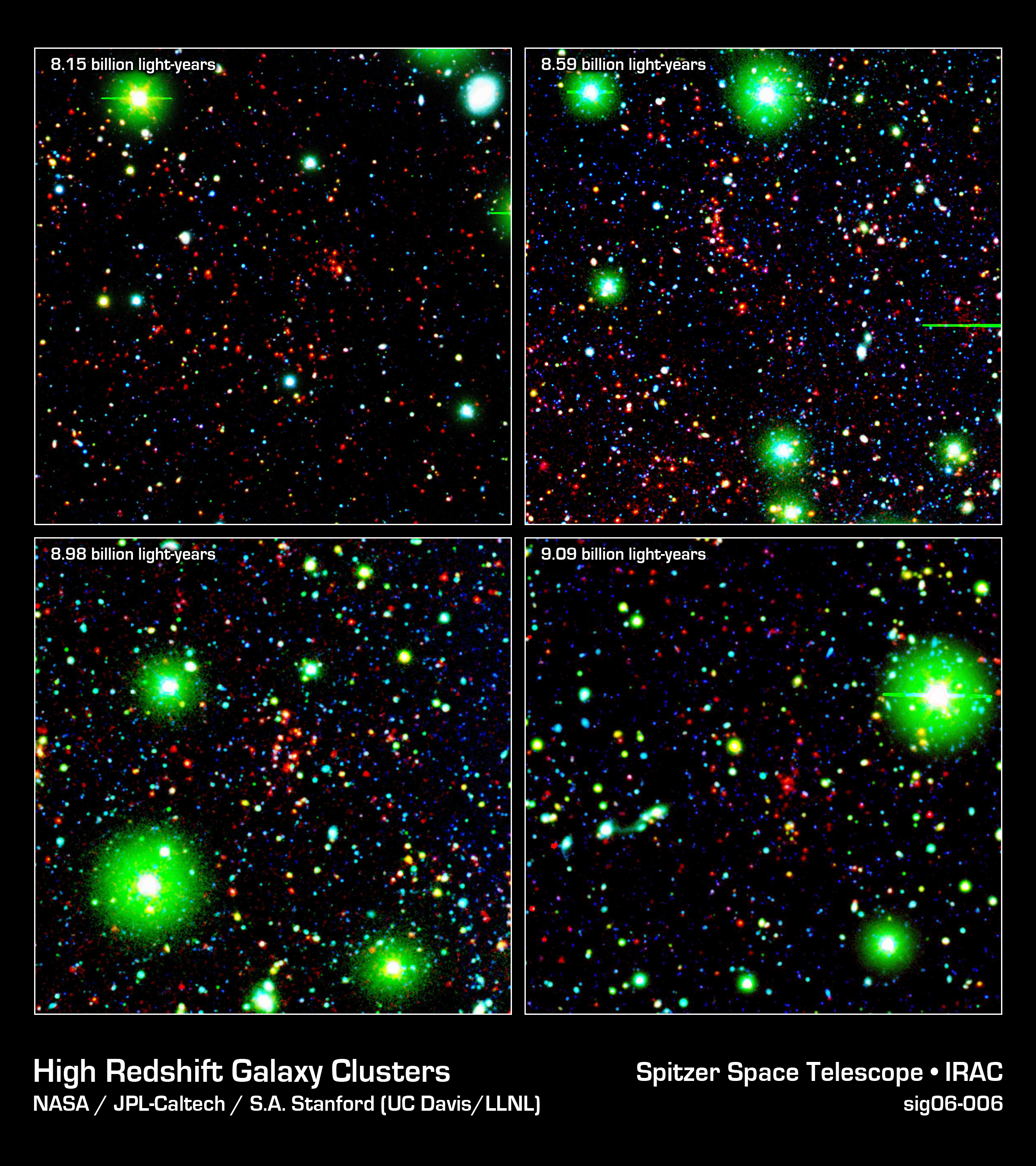
De gröna stjärnorna på detta foto har färgats för att framträda bättre.

Astronomiska foton avbildas relativt ofta i processade, falska färger för att få objekt att framträda på ett önskat sätt, eller för att avbilda våglängder som inte är synliga för det mänskliga ögat. På sådana avbildningar kan naturligtvis stjärnor framträda i grönt – eller rosa. Se bilden till höger.